# Нисходящая аорта

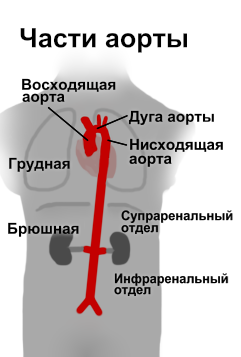
Части аорты: восходящая и нисходящая. Нисходящая делится на грудную и брюшную. Отделы брюшной аорты: супраренальный и инфраренальный.

Нисходя́щая часть ао́рты (лат. pars descendens aortae) — наиболее длинная часть аорты, начинается на уровне IV грудного позвонка и заканчивается на уровне IV поясничного, где делится на правую и левую общие подвздошные артерии (бифуркация аорты). В нисходящей части аорты различают грудную и брюшную части:
- Грудная часть аорты (лат. pars thoracica aortae) — продолжение дуги аорты, находится в заднем средостении, проходит через артериальное отверстие диафрагмы и продолжается в брюшную аорту.
- Брюшная часть аорты (лат. pars abdominalis aortae) — продолжение грудной части аорты, проходит по задней стенки брюшной полости впереди позвоночника. Брюшная часть аорты делится на два отдела: супраренальный и инфраренальный.